# زبان مازندرانی (طبری): توصیف زبان‌شناختی
زبان مازندرانی (طبری): توصیف زبان‌شناختی (تحقیقی میدانی- اطلس زبانی) کتابی از فردوس آقا گل زاده است که در سال ۱۳۹۴ منتشر و در مراسم کتاب سال جمهوری اسلامی ایران به‌عنوان کتاب برگزیده معرفی شد.

## محتوا
در این کتاب، جمع‌آوری داده‌ها بر اساس الگوی گردآوری داده‌های زبانی که نگارنده آن را در کنفرانس بین‌المللی زبان‌ها و گویش‌های کویری در دانشگاه سمنان (۱۳۸۹) ارائه داده بود، در ۶ شهر و ۲۴ روستا از غربی‌ترین یا شرقی‌ترین شهر استان مازندران انجام شده و نظام آوایی، واجی، ساخت‌واژی و دستوری هر یک از مناطق توصیف شده‌است. سپس با مقایسهٔ داده‌ها و نظام‌ها، مؤلف به استخراج و تحلیل وجوه تشابه و تمایز هر منطقه پرداخته و نقشهٔ زبان‌شناسی یا اطلس زبانی مازندران را طراحی کرده‌است. کتاب شامل چهار بخش اصلی آواشناسی و واج‌شناسی، صرف (ساخت‌واژه)، نحو (دستور) و نقشه زبان‌شناختی است. الگو و روش این کتاب در تحقیقات زبان‌شناسی میدانی ایران، منحصربه‌فرد است.